# Luce di riempimento
Nell'illuminazione televisiva o cinematografica, la luce di riempimento (dall'inglese fill light) può essere utilizzata per ridurre il contrasto di una scena e fornire un'illuminazione alle zone in ombra.
Per una normale illuminazione, di norma, si colloca la luce di riempimento sull'asse ottico.
È meno intensa, per definizione, della luce principale.
Il rapporto tra luce e ombra dipende dall'effetto che si vuole ottenere; ad esempio, una luce di riempimento che possiede una piccolissima parte dell'intensità della luce principale produrrebbe un contrasto assai accentuato, o un effetto low-key, mentre dalla stessa con una potenza pari o superiore alla metà della principale scaturirebbe un contrasto estremamente basso, o effetto high-key.
In alternativa è possibile attuare il processo tramite riflessione della sorgente principale verso il soggetto.